# Kastanjebloedingsziekte

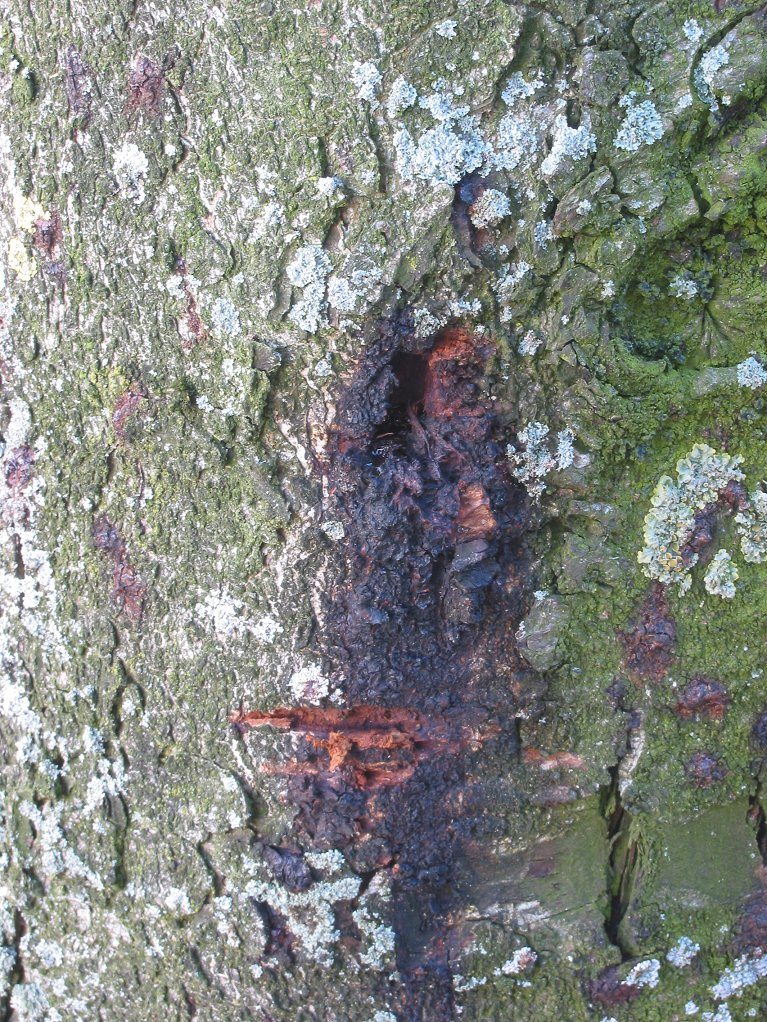
Bloedende bast

De kastanjebloedingsziekte (Wetenschappelijke naam: Pseudomonas syringae) is een plantenziekte die voorkomt op paardenkastanjes. Op de bast van de boom ontstaan roestbruine vochtige plekken die gaan bloeden met een stroperige vloeistof. Als deze vloeistof indroogt blijven er op de bast korstvormige roestvlekken achter. Onder deze plekken sterft het weefsel af en ontstaan er scheuren in de bast. Delen van de bastdelen met scheuren zijn eenvoudig te verwijderen.. De ziekte is mogelijk dodelijk. De ziekte wordt veroorzaakt door een bacterie uit de Pseudomonas syringae-groep.
In Nederland werd de ziekte in 2002 voor het eerst in de Haarlemmermeer ontdekt. Sindsdien heeft de ziekte zich over het hele land verspreid. Rond diezelfde tijd werd de ziekte ook in Engeland, Duitsland, België, Frankrijk en Italië aangetroffen.

## Onderzoek
Over de achtergronden van de bacterie is nog weinig bekend. Er wordt onderzoek gedaan naar verschillende zaken, o.a. naar het ontstaan van de infectie, de verspreiding in de boom, invloed van stressfactoren, groeiplaatsfactoren en afweermechanismen.

## Bestrijding
Bestrijding met chemische middelen lijkt niet mogelijk. Met beheersmaatregelen, zoals bodemverbetering en bestrijding van de kastanjemineermot denkt ongeveer 1/3 van de groen- of boombeheerders dat de ziekte te bestrijden is. Andere mogelijke methoden zijn: het wegsnijden en ontsmetten van aangetaste plekken, het aanbrengen van bestrijdingsmiddelen in de vaten en de locatie van de bacterie met warmte behandelen. Met dit laatste heeft men op de Wageningen Universiteit succesvolle laboratoriumproeven gedaan.